# Coelioxys longispina
Coelioxys longispina là một loài Hymenoptera trong họ Megachilidae. Loài này được Pasteels mô tả khoa học năm 1968.